# Celama elaphropasta
Celama elaphropasta är en fjärilsart som beskrevs av Turner 1944. Celama elaphropasta ingår i släktet Celama och familjen trågspinnare. Inga underarter finns listade i Catalogue of Life.